# Cantone di Saint-Rome-de-Tarn
Il Cantone di Saint-Rome-de-Tarn era una divisione amministrativa dell'arrondissement di Millau.
A seguito della riforma approvata con decreto del 21 febbraio 2014, che ha avuto attuazione dopo le elezioni dipartimentali del 2015, è stato soppresso.

## Composizione
Comprendeva i comuni di:
- Ayssènes
- Broquiès
- Brousse-le-Château
- Les Costes-Gozon
- Lestrade-et-Thouels
- Saint-Rome-de-Tarn
- Saint-Victor-et-Melvieu
- Le Truel